# San Didero
San Didero (arpità Sen Didé) és un municipi italià, situat a la ciutat metropolitana de Torí, a la regió del Piemont. L'any 2007 tenia 414 habitants. Està situat a la Vall de Susa, una de les Valls arpitanes del Piemont. Limita amb els municipis de Borgone Susa, Bruzolo, Condove, San Giorio di Susa i Villar Focchiardo.

## Administració
| Període | Identitat        | Partit         |
| ------- | ---------------- | -------------- |
| 2004-   | Loredana Bellone | Centreesquerra |